# Lieven Cobbaert
Lieven Cobbaert (5 februari 1986) is een Belgische politicus voor Liberaal 2018. Sinds 1 januari 2022 is hij burgemeester van Ichtegem.

## Biografie
Cobbaert stelde zich een eerste keer verkiesbaar bij de gemeenteraadsverkiezingen van 2006 bij Open-VLD en werd onmiddellijk verkozen. De partij bleef echter in de oppositie tot de verkiezingen van 2018. Cobbaert was van 2007 tot 2018 fractieleider.
In 2018 haalden WIT, CD&V en Liberaal 2018 elk zeven zetels. Na deze verkiezingen werd een coalitieakkoord gesloten tussen Liberaal 2018 en WIT. Daarin werd bepaald dat Jan Bekaert de eerste drie jaar burgemeester zou zijn en Lieven Cobbaert de laatste drie jaar.
Cobbaert was eerste schepen van 2019 tot 2021.
Naast zijn functies in Ichtegem was Cobbaert van 2009 tot 2014 parlementair medewerker van Vlaams fractievoorzitter Bart Tommelein. Van 2014 tot 2016 werkte hij als adjunct-kabinetschef voor Vlaams minister Sven Gatz, om daarna als kabinetschef algemeen beleid te werken voor de Vlaams viceminister-presidenten Bart Tommelein (2016-2018), Sven Gatz (2019) en Lydia Peeters (2019). Sinds 2019 vervult hij de functie van parlementair medewerker van Tommelein, die lid is van het Vlaams Parlement.
Sinds maart 2019 is Cobaert tevens lid van de raden van bestuur van Gaselwest en Fluvius.